# Шаболтасівка
Шаболта́сівка — село в Україні, у Понорницькій селищній громаді Новгород-Сіверського району Чернігівської області. Населення становить 588 осіб. До 2019 орган місцевого самоврядування— Шаболтасівська сільська рада.
Село постараждало внаслідок геноциду українського народу, проведеного окупаційним урядом СССР 1932—1933 та 1946—1947.

## Географія
Місцевість, де розташоване село — рівнинна, ґрунти майже всіх угідь дерново-підзолисті та сіропіщані частково піщані. Відразу за селом починаються ліс, а також трохи луків та пасовищ. До недавнього часу були болото та зволожені землі, але на сьогодні, переважна більшість їх, в результаті меліорації, осушена. На околицях села багато водойм природного та штучного походження. Існує розгалужена система дрібних річок, які складають басейн річки Убідь.
Клімат помірний, з досить великою кількістю опадів (625 мм за рік) і високою вологістю повітря. Найбільше опадів випадає в липні (до 90 мм). В зимовий та осінні періоди переважають північно-західні вітри, весною — південно-східні, влітку — західні та північно-західні. Середня температура повітря за рік дорівнює +5,6 ˚С, мінімальна температура в січні досягає — 36 ˚С, максимальна + 36 ˚С (липень).
З корисних копалин на околицях села є торф, досить високої якості, глина і пісок.
Шаболтасівка розташована в поліській зоні мішаних лісів. В лісах росте багато чагарників та багаторічних трав'янистих рослин, які дають їстівні плоди та ягоди: ліщина, шипшина, калина, малина, глід, барбарис, ожина, суниці, брусниці, чорниці, костяниці.
Велику цінність мають дикоростучі рослини лісів, що використовуються у фармацевтичній промисловості і народній медицині. Ліси славляться грибами. Ліси і луки багаті медоносними рослинами.
З деревних порід переважають сосна, ялина, дуб, береза, ясен, клен, вільха, осика, тополя, липа, верба, в'яз, берест, акація. У підліску — ліщина, шипшина, глід, бересклет, калина, горобина, бузина, верболіз.
Багатий і різноманітний тваринний світ краю. Тут водяться хутрові звірі — лисиця, білка, заєць, борсук, єнот, видра, куниця, ондатра, бобер. Зустрічаються дикі свині, вовки, лосі, козулі.
Серед птахів зустрічаються зяблики, синиці, сойки, жайворонки, солов'ї, деркачі, плиски, зозулі, трясогузки, граки, сороки, ворони, горобці, шпаки, ластівки і т. д. на водоймах, болотах можна зустріти чорногуза, чаплю, журавля, диких гусей і качок. Із хижих птахів водяться яструби, сови, пугачі, кібчики, шуліки.
Село розташоване за 42 кілометри від райцентру на автомагістралі Чернігів — Новгород-Сіверський.

## Історія
В 1672 році сусіднє село Авдіївка за підтримку на виборах гетьмана було пожалуване гетьманом Іваном Самойловичем в довічну власність Чернігівському полковнику Василю Дуніну-Борковському. Пізніше Іван Самойлович прагне обмежити вплив В. Дуніна-Борковського, який був на той час одним із найбагатших і найвпливовіших людей в Гетьманщині. Тому поряд з Авдіївкою він засновує поселення, назване Шаболтасівкою. Метою такого кроку було створення противаги значно більшій і багатшій Авдіївці. Та й землі біля Шаболтасівки вже не могли відійти до Дуніна-Борковського.
Першопоселенцями були п'ять козацьких родин. Вважають, що назва села походить від характеру перших поселенців — шибайголовів (татарською «шаболтас» — шибай-голова).
У 1685 році В. Дунін-Борковський обирається генеральним обозним і стосунки між ним і гетьманом ще більше загострюються. Врешті, в 1687 році в результаті змови старшини, в якій не останню роль зіграв Дунін-Борковський, гетьмана І. Самойловича усунено з посади і заслано до Тобольська, де він і помер в 1690. Новим гетьманом було обрано генерального осавула Івана Мазепу, який своїм універсалом у 1691 році пожалував село Шаболтасівку В. Дуніну-Борковському. В 1702 році Дунін-Борковський помирає і село переходить до його сина Михайла, одруженого з Параскою — дочкою миргородського полковника Данила Апостола. Напевно, він часто бував у своєї доньки і йому сподобались землі, якими володів його зять, бо в 1710 році Данило Апостол одержав грамоту від царя на села Чернігівського полку — Хлоп'яники, Лузіки, Рудню, Ушівку, Авдіївку і Шаболтасівку. Авдіївку він залишає своїй дочці, а іншими володіє сам.
Під час російсько-шведської війни за два кілометри від Шаболтасівки на межі Шаболтасівських і Понорницьких земель загін козаків Івана Мазепи розгромив загін російських драгун, які займалися грабунком продовольства для російської армії. На місці бою досі збереглися кургани над могилами загиблих.
У часи правління Катерини ІІ, коли вона проїздила Україною, до її ескорту прибився серб, який їй дуже сподобався. На знак своєї прихильності вона йому подарувала земельний наділ, де тепер знаходиться урочище Сербове в Шаболтасівці. Звідси і пішло шаболтасівське прізвище Серб.

### Часи Російської імперії
Після скасування полкового устрою на Гетьманщині, Шаболтасівка входить до Покошицької волості Кролевецького повіту Чернігівської губернії. За переписами на початку 19 ст. в селі налічується 27 дворів. Пізніше в село переселяють декілька десятків кріпосних селян на землі поміщика і петербурзького сановника Комстадіуса. В середині 19 ст. поміщик Комстадіус дарує землі в Шаболтасівці своїм племінникам братам Шульжинським.
Після розкріпачення Шаболтасівка починає інтенсивно розростатися. В другій половині 19 ст. біля сільського кладовища була збудована дерев'яна Покровська церква, яка була знищена російськими комуністами в 1930-х роках. З неї були збудовані ряд приміщень: школа, магазин, житлові будинки. До революції існувала початкова школа, в якій навчалося до 60 учнів.

### Доба УНР та комуністичні злидні
З 1917 — у складі УНР. Проте вже 1920 тут була постійна комуністична влада. У 1931 році в селі організовано колгосп «Перше травня», а вже наступного року влада вдалася до терору голодом. Перед початком Другої світової війни село мало 319 дворів з населенням 1401 чоловік.
Під час війни Сталіна і Гітлера на півночі села у вересні 1941 року солдати 141-го кавалерійського полку СРСР, виходячи з оточення, вели бої з СС-дивізією «Рейх». На пам'ять про ці події за селом біля траси на межі трьох районів: Сосницького, Коропського та Новгород-Сіверського збудовано пам'ятник. Сталіністи та інші організатори Голодомору повернулися до села 28 серпня 1943 року. 194 мешканців села доведено сталіністами до смерті на фронтах, 150 чоловік молоді порятувалися у Німеччині.
У 1963 році колгосп «Перше травня» перейменовано в колгосп «Зоря». Зараз це СВК «Зоря».

### За часів незалежності України
1991 селяни одностайно проголосували за відновлення державної незалежності України. А у листопаді 2008 встановили меморіальний знак на честь односельців, яких закатували голодом комуністи у 1932—1933 роках.
12 червня 2020 року, відповідно до розпорядження Кабінету Міністрів України № 730-р «Про визначення адміністративних центрів та затвердження територій територіальних громад Чернігівської області», увійшло до складу Понорницької селищної громади.
19 липня 2020 року, в результаті адміністративно-територіальної реформи та ліквідації Коропського району, увійшло до складу Новгород-Сіверського району Чернігівської області.
У 2023 і 2024 роках в селі була повінь. Затопило більшість погребів, всі колодязі наповнилися водою.https://suspilne.media/703968-u-saboltasivci-na-cernigivsini-u-ludej-zatopilo-pogrebi-ak-ratuut-svij-vrozaj/

## Населення

### Мова
Розподіл населення за рідною мовою за даними перепису 2001 року:
| Мова       | Кількість | Відсоток |
| ---------- | --------- | -------- |
| українська | 967       | 98.98%   |
| російська  | 6         | 0.61%    |
| білоруська | 2         | 0.21%    |
| болгарська | 1         | 0.10%    |
| ромська    | 1         | 0.10%    |
| Усього     | 977       | 100%     |

## Цікаві факти
- У селі з давніх давен було прийнято класти у домовину покійника сушений базилік (васильок). Вживати його у їжу не було поширеною практикою. Зазвичай базилік у селі для таких ритуалів вирощувало декілька людей. Коли хтось помирав, то родичі покійника знали куди йти за сухими букетами духмяної трави. Кажуть, що нині в селі також іноді дотримуються традиції, але вирощують його тепер більше для їжі.[7]
- У селі до млинців під час замішування тіста додають картоплину.[8]

## Фотографії

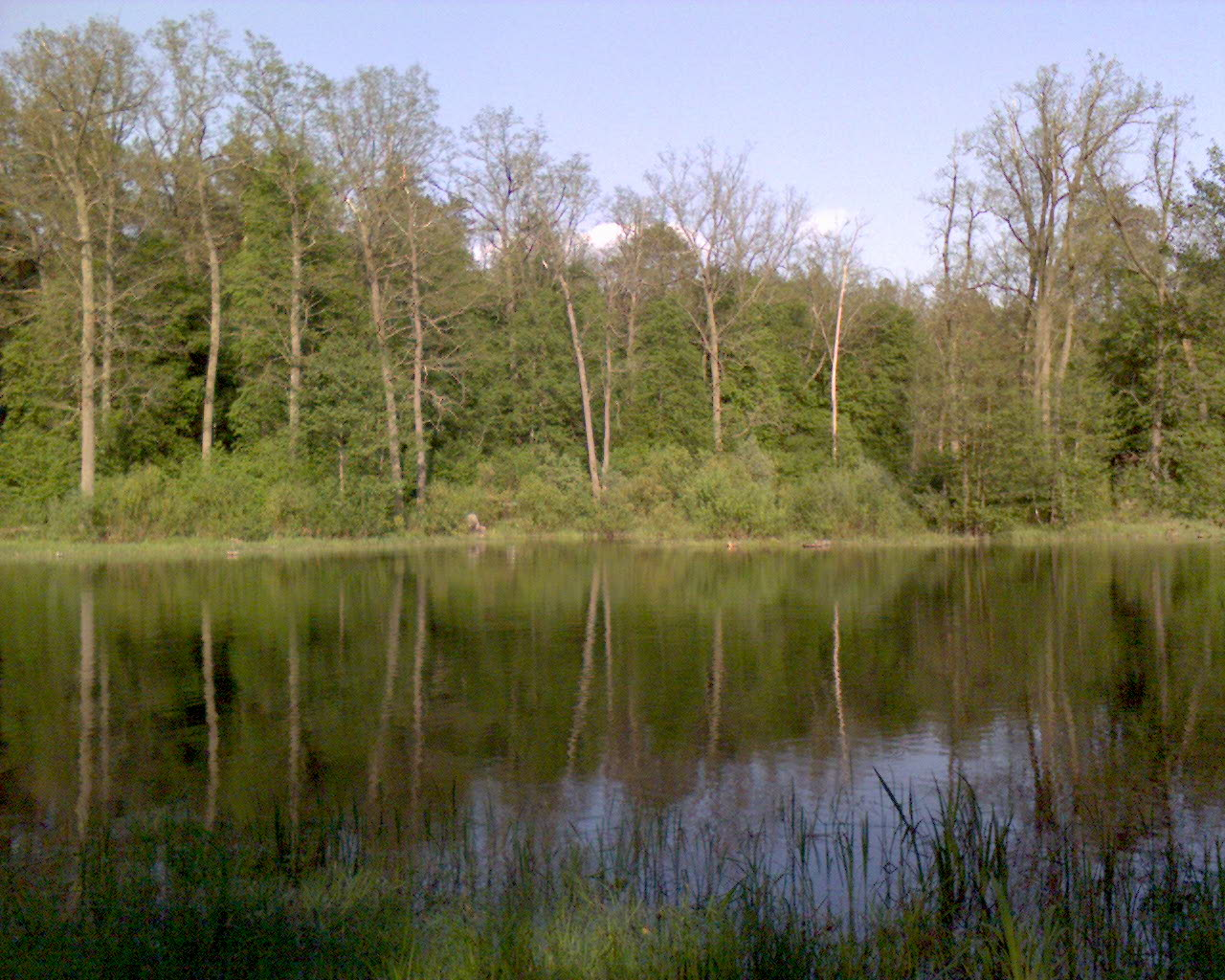
Урочище Сербове

Пам'ятник воїнам визволителям